# تريستان غيل
تريستان غيل (بالإنجليزية: Tristan Gale)‏ هي متزلجة تزلج صدري أمريكية، ولدت في 10 أغسطس 1980 في رويدوسو في الولايات المتحدة.

## وصلات خارجية
- تريستان غيل على موقع IBSF (الإنجليزية)
- تريستان غيل على موقع اللجنة الأولمبية الدولية (الإنجليزية)
- تريستان غيل على موقع أوليمبيديا (الإنجليزية)